# Christoph Heinrich Pfaff
Christoph Heinrich Pfaff, talvolta scritto Christian Heinrich Pfaff (Stoccarda, 2 marzo 1773 – Kiel, 23 aprile 1852), è stato un medico, chimico e fisico tedesco.

## Biografia
Christoph Heinrich fu il sesto figlio di Friedrich Burkhard Pfaff, consigliere regionale della finanza. Dal 1782 al 1793 Pfaff frequentò la Hohe Karlsschule di Stoccarda, studiando medicina, chimica e fisica e diventò buon amico di Georges Cuvier. Nel 1793 scrisse la dissertazione De electricitate sic dicta animali che ebbe una fortuna inaspettata e fu in seguito ampliata e ripubblicata.
Alla fine del 1793 si iscrisse alla Università Georg-August di Gottinga, dove seguì i corsi di Georg Christoph Lichtenberg, Friedrich Benjamin Osiander e Samuel Hahnemann. Dal tardo autunno 1794 alla fine dell'estate 1795 Pfaff fu a Copenhagen dove lavorò negli istituti clinici. Qui conobbe il diplomatico danese Friedrich Karl von Reventlow (1755-1828), e tra il 1795 e il 1797 fu suo assistente medico durante un viaggio in Italia, dove ebbe l'opportunità di incontrare Luigi Galvani a Bologna. Si stabilì a Heidenheim come medico, ma abbandonò presto la professione.
Con l'interessamento di Reventlow e di Philipp Gabriel Hensler (1733-1805), nella primavera del 1798 fu nominato professore associato in medicina presso l'Università di Kiel. Il professor Johann Christian Kerstens (1713-1801) era anziano, e a Pfaff si prospettò l'opportunità di sostituirlo. Pfaff non si sentiva pronto a questo compito, e nel 1801 andò a Parigi dove la chimica era in pieno sviluppo. Qui fu appoggiato da Georges Cuvier, e assieme ad alcuni giovani francesi istituì un laboratorio privato. Ebbe l'occasione di conoscere di persona Alessandro Volta, venuto a Parigi per una dimostrazione delle sue scoperte, e fece parte della commissione istituita per valutare i risultati ottenuti dallo scienziato italiano.
Nel 1802 tornò a Kiel, quando Kerstens era ormai deceduto, assunse l'incarico di professore di chimica e medicina ed entrò anche nella Facoltà di Medicina dove era stata inserita la chimica. Nel 1804 fu costituito un collegio medico per i ducati e Pfaff ne diventò prima membro e segretario, e poi direttore nel 1828. Il compito di questo ente fu la riorganizzazione dei farmacisti.
Pfaff ricevette varie offerte di incarichi in altre università prestigiose, ma preferì rimanere a Kiel, compiendo tuttavia vari viaggi per mantenere i vecchi rapporti e trovare nuove idee. Fece vari viaggi in Germania, Svizzera, Francia e Inghilterra. In particolare nel 1829 a Parigi e Londra fu stimolato dai lavori di Michael Faraday, William Thomas Brande, William Prout e altri scienziati.
Nel 1830 i problemi agli occhi, già iniziati vari anni prima, iniziarono ad essere molto seri. Tentò varie cure con scarso successo; nel 1841 subì anche un intervento chirurgico, ma alla fine fu stabilito che la causa era nel nervo ottico e non era possibile arrestare il progressivo calo della vista. Nel 1845 dovette rinunciare all'incarico di insegnamento. Negli ultimi anni di vita, pur ormai cieco, continuò a rimanere scientificamente attivo e si dedicò inoltre alla stesura della sua autobiografia, pubblicata postuma a cura del suo amico Henning Ratjen (1793-1880).
Due dei suoi undici fratelli, Johann Friedrich Pfaff e Wilhelm Andreas Pfaff, diventarono anch'essi professori universitari.

## Opere
Pfaff fu uno scienziato multiforme e un ottimo docente. Nei suoi corsi trattò di chimica, chimica analitica, storia della chimica, fisica, galvanismo, magnetismo, elettromagnetismo, meteorologia, motori a vapore, tossicologia, fisiologia generale, magnetismo animale. Si dedicò particolarmente ai fenomeni elettrici, scrivendo circa 40 trattati su galvanismo ed elettromagnetismo. Come scienziato non fece scoperte particolari, ma si interessò del progresso della scienza in vari campi, esaminò sempre criticamente le nuove idee apprese viaggiando, e si adoperò poi per diffonderle in Germania.
Oltre alle opere citate in precedenza, alcuni altri scritti significativi sono:
- (DE) J. Brown, C. H. Pfaff e S. Lynch, System der Heilkunde, Copenhagen, Schneidbauer, 1796.
- (DE) C. H. Pfaff, Über unreife, frühreife und spätreife Kartoffeln und die verschiedenen Varietäten der beiden letztern: vorzüglich in chemischer und medicinisch-polizeilicher Hinsicht, Kiel, Akademische Buchhandlung, 1807.
- (DE) C. H. Pfaff, Ueber den strengen Winter des 18. Jahrhunderts, Kiel, Akademische Buchhandlung, 1809.
- (DE) C. H. Pfaff, System der Materia medica nach chemischen Principien mit Rücksicht auf die sinnlichen Merkmale und die Heilverhältnisse der Arzneimittel. Für Ärzte und Chemiker, Lipsia, Vogel, 1811.
- (DE) C. H. Pfaff, Ueber Newton's Farbentheorie, Herrn von Goethe's Farbenlehre und den chemischen Gegensatz der Farben: ein Versuch in der experimentalen Optik, Lipsia, Vogel, 1813.
- (DE) C. H. Pfaff, Ueber einfache und wohlfeile Wasserreinigungsmaschinen, Kiel, Mohr, 1813.
- (DE) C. H. Pfaff, System der Materia medica: nach chemischen Principien mit Rücksicht auf die sinnlichen Merkmale und die Heilverhältnisse der Arzneimittel, Lipsia, Vogel, 1814.
- (DE) C. H. Pfaff, Handbuch der analytischen Chemie, Altona, Hammrich, 1821.
- (DE) C. H. Pfaff, Der Elektro-Magnetismus: eine historisch-kritische Darstellung der bisherigen Entdeckungen auf dem Gebiete desselben, nebst eigenthümlichen Versuchen, Amburgo, Perthes und Besser, 1824.
- (DE) C. H. Pfaff, Galvanismus, in J. S. T. Gehler (a cura di), Physikalisches Wörterbuch, Lipsia, Schwickert, 1828,  pp. 554-1011.
- (DE) C. H. Pfaff, Revision der Lehre vom Galvano-Voltaismus, Altona, Hammerich, 1837.
- (DE) C. H. Pfaff, Parallele der chemischen Theorie und der Volta'schen Contacttheorie der galvanischen Kette, Kiel, Akademische Buchhandlung, 1845.
- (DE) C. H. Pfaff, Die asiatische Cholera-Epidemie im Herzogthum Holstein: 1850, Kiel, Akademische Buchhandlung, 1851.

## Onorificenze
- Rettore dell'Università di Kiel (1816-1829)
- Membro corrispondente della Accademia delle Scienze di Prussia (1812)[6]
- Ordine del Dannebrog (1815)
- Cittadinanza onoraria di Kiel (1843)